# Alois II av Liechtenstein
Alois II av Liechtenstein (tyska: Alois II. von und zu Liechtenstein), född 26 maj 1796 i Wien i Tysk-romerska riket, död 12 november 1858 i Lednice i Mähren, var en liechtensteinsk furste mellan 1836 och 1858. Han var son till fursten Johan I och lantgrevinnan Josefa, gift med grevinnan Franziska Kinsky och bidrog aktivt till Liechtensteins ekonomiska och politiska utveckling. Tidigare hade alla furstarna residerat i Wien men 1842 blev Alois den förste som besökte sitt furstendöme.

## Bakgrund
Vid Alois födsel var hans far överste, för att sedan bli fältmarskalk, i den österrikiska armén innan han blev den härskande fursten i Liechtenstein 1805. I samband med detta blev Alois arvinge.

## Barn
Alois II  gifte sig med grevinnan Franziska Kinsky den 8 augusti 1831 i Wien. Tillsammans fick de elva barn; nio döttrar och två söner:
- Furstinna Marie Franziska (1834−1909), gift med greve Ferdinand av Trauttmansdorff-Weinberg
- Furstinna Karolina Maria (1836−1885), gift med furst Alexander av Schönburg-Hartenstein
- Furstinna Sofia Marie (1837−1899), gift med furst Karl av Löwenstein-Wertheim-Rosenberg
- Furstinna Aloisia Maria (1838−1920), gift med greve Henrik av Fünfkirchen
- Furstinna Ida Maria (1839−1921), gift med prins Adolf Josef av Schwarzenberg
- Furst Johan II (1840−1929), ogift
- Furstinna Franziska Xaveria (1841−1858), ogift
- Furstinna Henriette Maria (1843−1931), gift med furst Alfred av Liechtenstein
- Furstinna Anna Maria (1846−1924), gift med furst Georg Kristian av Lobkowitz
- Furstinna Therese Josefa (1850−1938), gift med furst Arnulf av Bayern
- Furst Frans I (1853−1938), gift med furstinnan Elsa av Gutmann